# Erica melastoma
Erica melastoma är en ljungväxtart. Erica melastoma ingår i släktet klockljungssläktet, och familjen ljungväxter.

## Underarter
Arten delas in i följande underarter:
- E. m. melastoma
- E. m. minor

## Bildgalleri

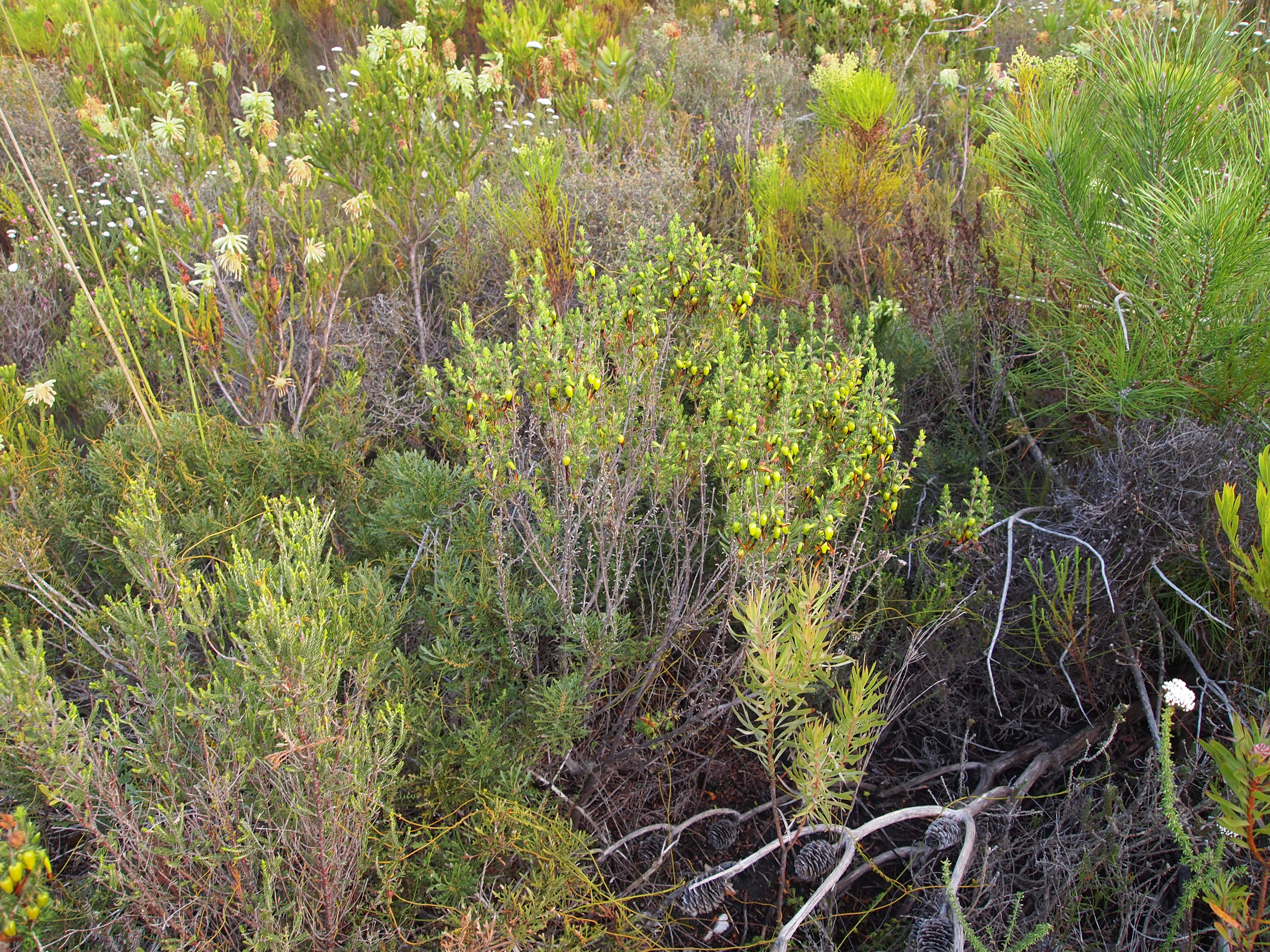